# 尚 (姓)
尚（しょう）は、漢姓の一つ。

## 中国の姓
2020年の中華人民共和国の統計では人数順の上位100姓に入っておらず、台湾の2018年の統計では228番目に多い姓で、1,394人がいる。

### 著名な人物
- 尚譲（中国語版）-黄巣の乱軍首領。
- 尚可喜 - 明、清の政治家。
  - 尚之信 - 尚可喜の子。
- 尚雯婕（中国語版） - 2006年超級女声優勝者。
- 尚長栄（中国語版）
- 尚小雲（中国語版） - 近現代京劇俳優。
- 尚鉞（中国語版） - 中国歴史家。中国人民大学教授。
- 尚秉和（中国語版） - 中国近代歴史家。
- 尚福林（中国語版） - 中国証券監督管理委員会主席。

## 朝鮮の姓
尚（しょう、サン、朝: 상）は、朝鮮人の姓の一つである。2015年の国勢調査による韓国内での人口は2,376人。

### 著名な人物
- 尚震（朝鮮語版） - 李氏朝鮮の文臣。
- 尚灝（朝鮮語版） - 大韓帝国、日本統治時代の朝鮮の官僚。

### 氏族
| 氏族（地域） | 創始者 | 人数（2015年） |
| ------------ | ------ | -------------- |
| 果川尚氏     |        | 8              |
| 大邱尚氏     |        | 18             |
| 大川尚氏     |        | 6              |
| 木川尚氏     |        | 2,259          |
| 牧村尚氏     |        | 6              |
| 永川尚氏     |        | 13             |
| 玉川尚氏     |        | 30             |